# Lagoa (Rio de Janeiro)
Lagoa is een wijk in Rio de Janeiro gelegen rond het meer Rodrigo de Freitas.  Lagoa grenst aan Ipanema, Leblon, Copacabana, Gávea en Jardim Botânico en Humaitá.
De wijk Lagoa heeft ongeveer 22.000 inwoners. Rond het meer Rodrigo de Freitas is er een 7,5 km lang wandel- en fietspad met vele recreatieve functies.